# Philippa Coulthard
Philippa Coulthard (* 25. November 1992 in Brisbane, Queensland) ist eine australische Schauspielerin.

## Leben
Sie studierte an der Hillbrook Anglican School in Brisbane. Der Durchbruch gelang ihr, als sie die Jorjie Turner in der Doctor-Who-Spin-off-Serie K9 spielte.

## Filmografie (Auswahl)
- 2007: Unfinished Sky
- 2009–2010: K9 (Fernsehserie, 26 Episoden)
- 2012: Bikie Wars: Brothers in Arms
- 2012: Alien Surfgirls (Fernsehserie, 26 Episoden)
- 2013: The Philosophers – Wer überlebt? (After the Dark)
- 2014: Secrets & Lies (Fernsehserie, 6 Episoden)
- 2015: Now Add Honey
- 2017: The Catch (Fernsehserie, 7 Episoden)
- 2017: Annabelle 2 (Annabelle: Creation)
- 2017: Howards End (Miniserie, 4 Episoden)
- 2018: Gone (Fernsehserie, Episode 1x09)
- 2019: For the People (Fernsehserie, Episode 2x09)